# Vávla
Vávla (grec moderne : Βάβλα) est un village chypriote situé dans le district de Lárnaca et comptant plus de 39 habitants.